# Матарадзе, Георгий Вахтангович
Георгий Вахтангович Матарадзе (27 июля 1939, Телави, Грузинская ССР — 22 января 1993, Тбилиси, Грузия) — советский и грузинский кинорежиссёр, актёр, и сценарист.

## Биография
Родился 27 июля 1939 года в Телави Грузинской ССР. В 1963 году окончил актёрский факультет Тбилисского театрального института имени Ш. Руставели, а в 1979 году — режиссёрский факультет этого же института.
В 1963-1970 годах Матарадзе работал в Тбилисском театре им. Шота Руставели. С 1970 по 1974 годы состоял в труппе театра им. Марджанишвили.
Режиссёрский кинодебют Георгия Матарадзе состоялся в 1980 году, когда он снял короткометражный фильм «Случай в тылу» для киноальманаха «Насмешка судьбы». Настоящую славу ему принесли комедии «Бандит с кирпичного завода» и «Самые быстрые в мире». Также Матарадзе показал себя успешным драматическим режиссёром, сняв трёхсерийный фильм «Явление» с Георгием Харабадзе и Леваном Учанейшвили в главных ролях. Известность получила и его картина «Семь маленьких рассказов о первой любви», состоящая из нескольких новелл.
Снимался у Резо Эсадзе в фильмах «Щелчки» и «Любовь с первого взгляда».
Был женат вторым браком на актрисе Марине Кахиани. Умер 22 января 1993 года в Тбилиси.

## Фильмография
| 1966 | Игра без ничьей                           |           |           | зелёная ✓ | эпизод                   |
| 1972 | Искатели затонувшего города               |           |           | зелёная ✓ | Нодар                    |
| 1972 | Весенний вечер                            |           |           | зелёная ✓ | собаковод в тёмных очках |
| 1973 | Щелчки                                    |           |           | зелёная ✓ | сотрудник                |
| 1975 | Любовь с первого взгляда                  |           |           | зелёная ✓ | эпизод                   |
| 1980 | Насмешка судьбы (новелла «Случай в тылу») | зелёная ✓ | зелёная ✓ |           |                          |
| 1981 | Семь маленьких рассказов о первой любви   | зелёная ✓ | зелёная ✓ |           |                          |
| 1983 | Бандит с кирпичного завода                | зелёная ✓ | зелёная ✓ |           |                          |
| 1984 | Бьют — беги!                              | зелёная ✓ | зелёная ✓ |           |                          |
| 1984 | Рассказ бывалого пилота                   |           |           | зелёная ✓ | Никуша                   |
| 1984 | Покаяние                                  |           |           | зелёная ✓ | эпизод                   |
| 1985 | Господа авантюристы                       |           |           | зелёная ✓ | Бен                      |
| 1985 | Самые быстрые в мире                      | зелёная ✓ | зелёная ✓ |           |                          |
| 1988 | Явление                                   | зелёная ✓ | зелёная ✓ |           |                          |
| 1992 | Изгнанный                                 | зелёная ✓ | зелёная ✓ |           |                          |